# Dub v Biřkově
Dub v Biřkově je památný strom v Biřkově severozápdaně od Švihova. Dub letní (Quercus robur L.) roste v nadmořské výšce 415 metrů u cesty k bývalému mlýnu, v blízkosti potoka, je součástí liniové výsadby. Strom dosahuje do výšky 22 m, odvod kmene je 480 cm, výška koruny 18 m a poloměr koruny 13 m (měření 2008). Jedná se o mohutný strom ve velmi dobrém zdravotním stavu, jeho vitalita je velmi dobrá. Dub je chráněn od 2. září 2008 jako krajinná dominanta, esteticky zajímavý.